# طرخشقون صغير الفلقة
طرخشقون صغير الفلقة (باللاتينية: Taraxacum microlobum) هو نوع نباتي يتبع جنس الطرخشقون من القبيلة الشيكورية.